# Jüdischer Friedhof Bretten

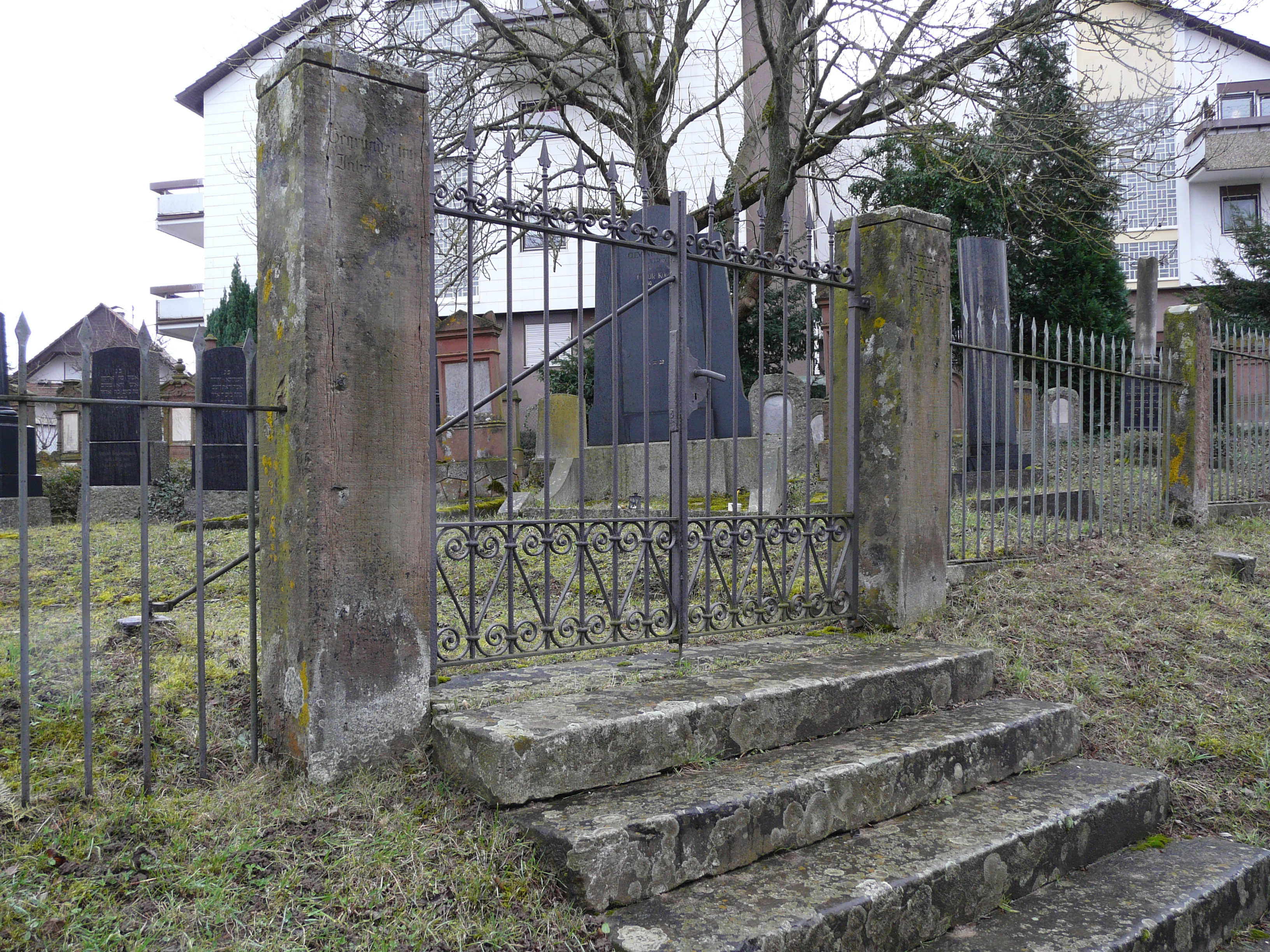
Jüdischer Friedhof in Bretten

Der Jüdische Friedhof Bretten ist ein jüdischer Friedhof in Bretten, einer Stadt im Landkreis Karlsruhe im nördlichen Baden-Württemberg. Der Friedhof ist ein geschütztes Kulturdenkmal.
Die Toten der jüdischen Gemeinde Bretten wurden zunächst auf dem jüdischen Friedhof Waibstadt beigesetzt. Im Jahr 1883 wurde ein eigener Friedhof errichtet, der sich am heutigen Windstegweg befindet. Der jüdische Friedhof hat eine Fläche von 11,18 Ar und heute sind noch 146 Grabsteine vorhanden. Die letzte Bestattung fand 1949 statt.
Ein Teil der Grabsteine aus dem späten 19. Jahrhundert stammt aus der Werkstatt des Brettener Bildhauers Ludwig Christof Meffle.